# Río Gran Liajvi

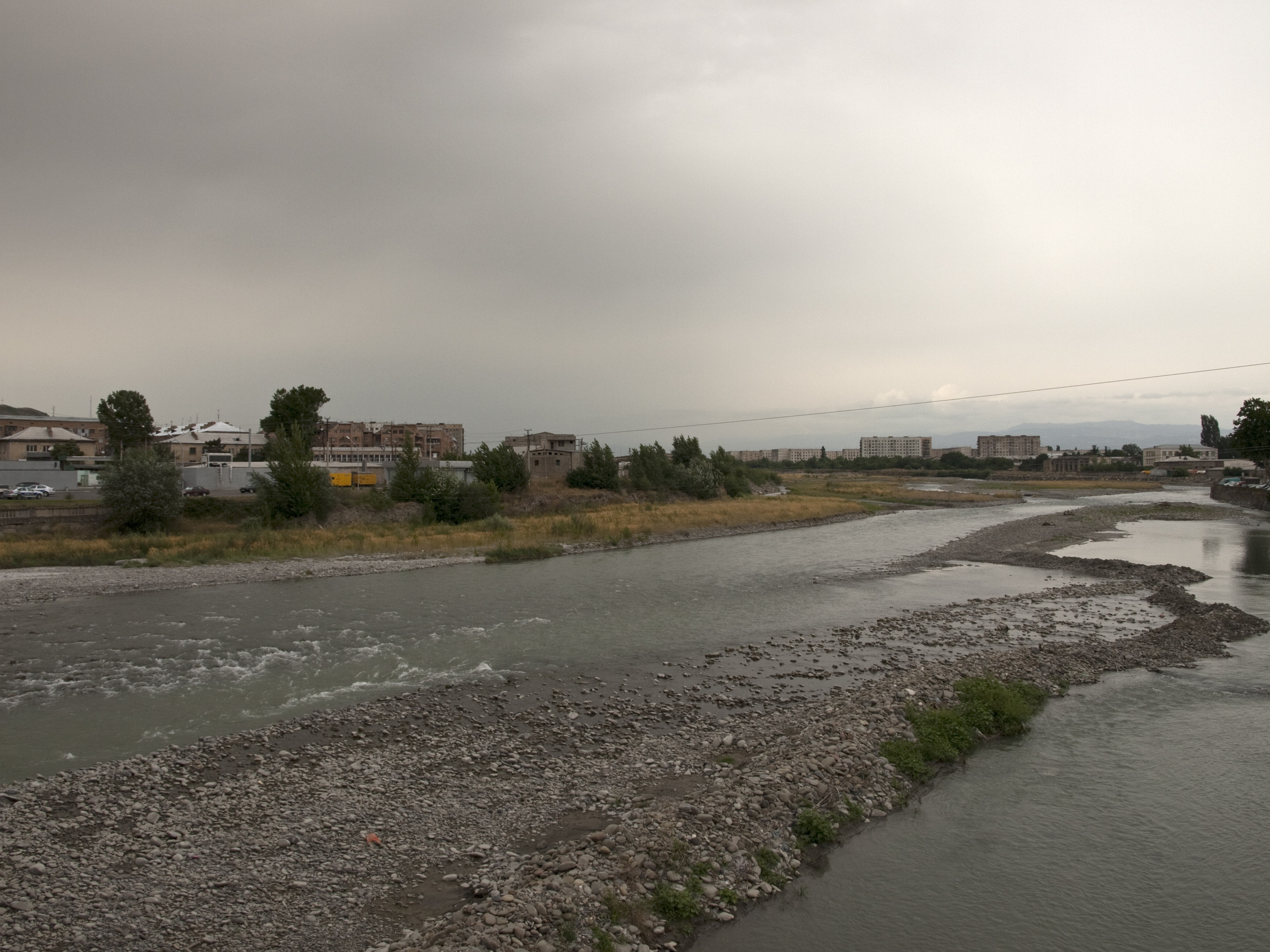
El río a su paso por Gori

El río Gran Liakhvi (en osetio: Стыр Леуахи, Styr Leuakhi; en georgiano: ლიახვი) es un corto río caucásico del centro de Georgia, un afluente del río Kura (Mtkvari) que nace en la ladera sur de la cordillera del Gran Cáucaso en la región independiente de facto de Osetia del Sur. Las ciudades de Gori y Tsjinvali se encuentran en su curso. El río es alimentado principalmente por la fusión de la nieve y la escorrentía de los glaciares de las montañas del Cáucaso, así como por fuentes de agua subterránea.
Liakhvi alcanza su mayor volumen de agua en la primavera y el verano, mientras que el volumen más bajo se registra en el invierno, cuando algunos sectores del río se congelan.
El pequeño río Liakhvi es uno de sus afluentes.